# Land Rover Range Rover Velar
Le Velar est un SUV produit par le constructeur automobile britannique Land Rover à partir de 2017. Il est dévoilé au salon de Genève 2017.

## Présentation

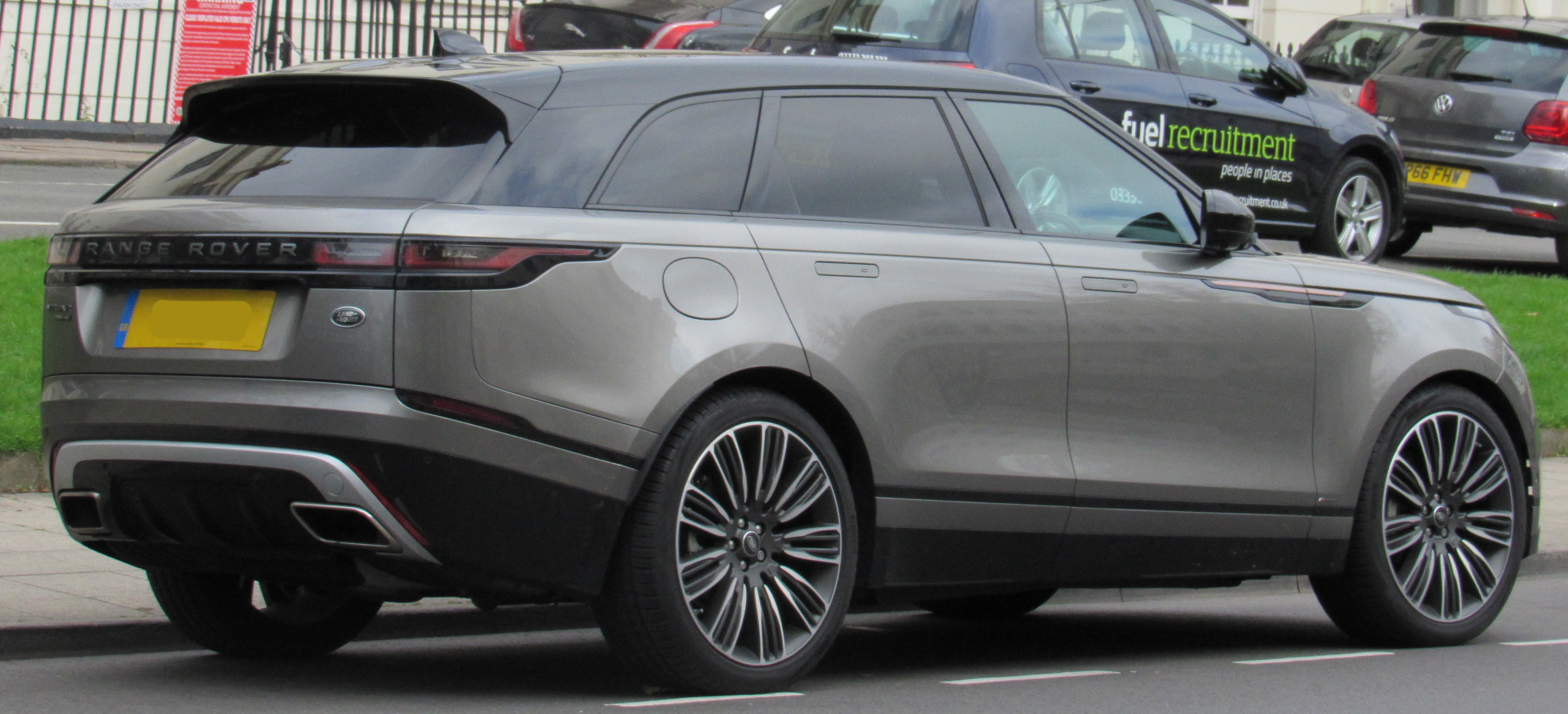
Vue arrière.

Le SUV Range Rover Velar porte le nom d'un concept qui a servi au développement du premier Range, en 1969. « Velar » veut dire « voiler » ou « dévoiler » en latin, par rapport à son toit de pavillon dissocié à son hayon sur la proue. Le nom « VELAR » est un acronyme qui signifie « V Eight LAnd Rover » : le Range Rover, avant d’avoir hérité de son nom définitif, était surtout le premier Land Rover à moteur V8, de 3,5 L, en alliage léger et d'origine Mercury, acheté par Rover en 1965.
Il se positionne dans la gamme entre les Range Rover Evoque (de 4,365 m) et Range Rover Sport de (4,85 m), laissant encore un champ libre dans la gamme. Sa carrosserie est composée d'aluminium et le Range Rover Velar reprend la plate-forme du Jaguar F-Pace.
Il s'oppose notamment au Porsche Macan grâce à ses tarifs proches, aux BMW X4 et Alfa Romeo Stelvio avec certaines de ses versions, au Mercedes GLC Coupé qui sera un de ses plus féroces concurrents, et forcément au Jaguar F-Pace dont il reprend la plateforme).
Le Range Rover Velar est élu « Plus belle voiture du monde » 2018 en recevant le prix du design au « World Car Awards 2018 ».

### Phase 2

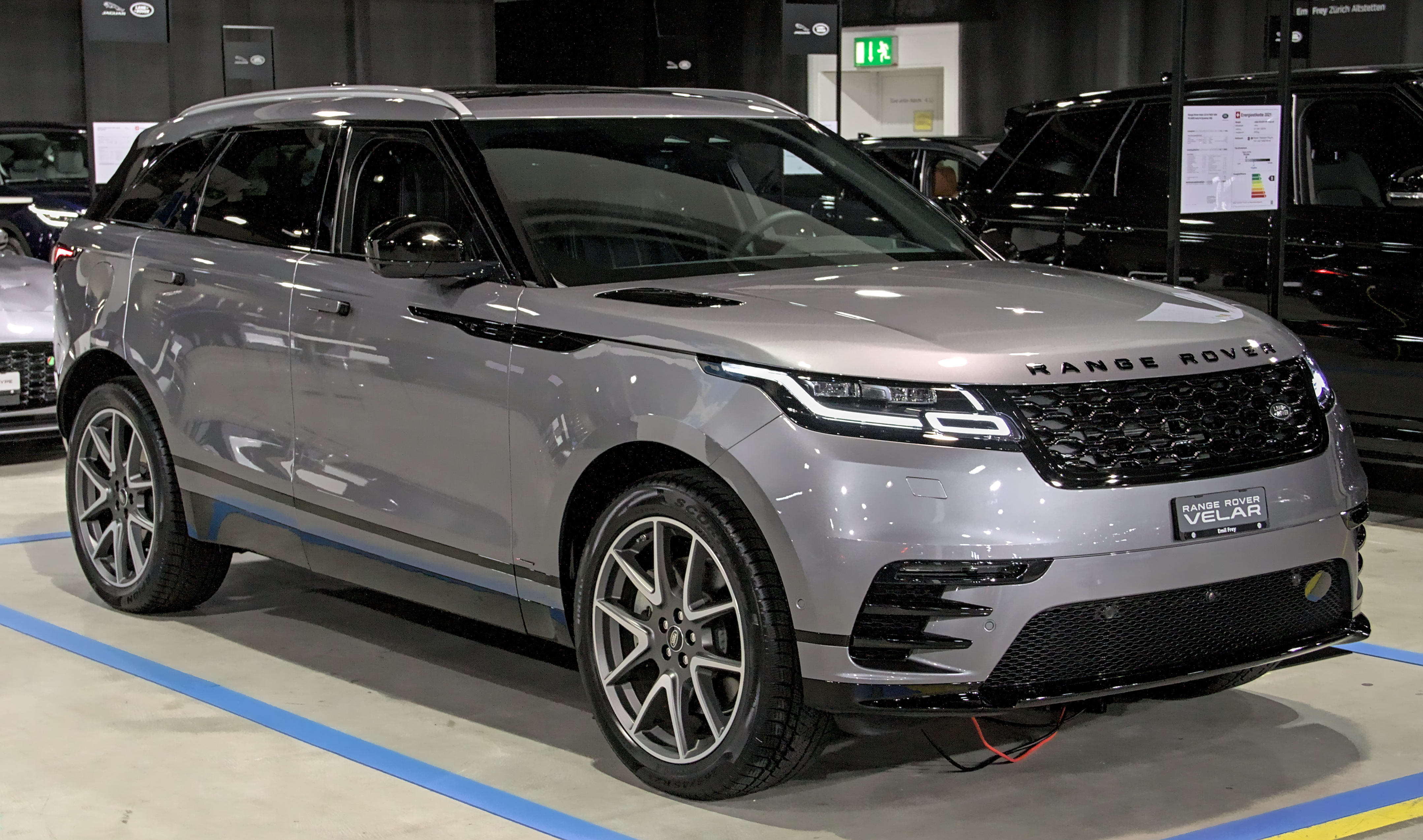
Range Rover Velar P400e.

En septembre 2020, le Velar est restylé. Les feux avant et arrière évoluent. La molette de commande de boîte de vitesses et remplacée par un levier de vitesse traditionnel.

Le Velar conserve l'ensemble de ses motorisations qui adoptent une micro-hybridation.
La nouveauté majeure vient d'une version hybride rechargeable. Dénommée P400e, elle associe un 4-cylindres en ligne turbo essence de 300 chevaux à un moteur électrique de 143 chevaux. L'ensemble développe une puissance de 400 chevaux.
Il s'agit d'un même ensemble que le Jaguar F-Pace P400, le Range Rover Sport P400e ainsi que le Range Rover P400e.

### Phase 3
Le Range Rover Velar est restylé une seconde fois en 2023. Ainsi, les faces avant et arrière du SUV britannique reçoivent des modifications esthétiques.

## Caractéristiques techniques

### Motorisations
Phase 1 et 2
| Logo de Land Rover         | Range Rover Velar        | Range Rover Velar        | Range Rover Velar        | Range Rover Velar        | Range Rover Velar        | Range Rover Velar        | Range Rover Velar        |
| Logo de Land Rover         | D180                     | D240                     | D300                     | P250                     | P300                     | P380                     | P400e                    |
| Moteur                     | 4-cylindres en ligne     | 4-cylindres en ligne     | 6-cylindres en V         | 4-cylindres en ligne     | 4-cylindres en ligne     | 6-cylindres en V         | 4-cylindres en ligne     |
| Cylindrée (cm3)            | 1999                     | 1999                     | 2993                     | 1997                     | 1997                     | 2995                     | 1998                     |
| Puissance maximale ch (kW) | 180 (130)                | 240 (180)                | 300 (220)                | 250 (180)                | 300 (220)                | 380 (280)                | 404 (297)                |
| au régime de (tr/min)      | 4000                     | 4000                     | 4000                     | 5500                     | 5500                     | 6500                     | 5500                     |
| Couple maximal (N m)       | 430                      | 500                      | 700                      | 365                      | 400                      | 450                      | 640                      |
| au régime de (tr/min)      | 1500                     | 1500                     | 1500 à 1750              | 1200 à 4500              | 1500 à 4500              | 3500 à 5000              | 1500 à 4400              |
| Boîte de vitesses          | Automatique à 8 rapports | Automatique à 8 rapports | Automatique à 8 rapports | Automatique à 8 rapports | Automatique à 8 rapports | Automatique à 8 rapports | Automatique à 8 rapports |
| Transmission               | Intégrale                | Intégrale                | Intégrale                | Intégrale                | Intégrale                | Intégrale                | Intégrale                |
| Vitesse maximale (km/h)    |                          |                          |                          |                          |                          |                          | 209                      |
| 0-100 km/h (s)             |                          |                          |                          |                          |                          |                          | 5,4                      |
| Consommation (L/100 km)    |                          |                          |                          |                          |                          |                          |                          |
| Émissions de CO2 (g/km)    |                          |                          |                          |                          |                          |                          | 18                       |
| Masse à vide (kg)          |                          |                          |                          |                          |                          |                          | 2280                     |
| Capacité du réservoir (L)  | 69                       | 69                       | 69                       | 69                       | 69                       | 69                       | 69                       |
| Norme environnementale     |                          |                          |                          |                          |                          |                          |                          |

Phase 3
| Logo de Land Rover         | Range Rover Velar        | Range Rover Velar        |
| Logo de Land Rover         | D200 MHEV                | P400e                    |
| Moteur                     | 4-cylindres en ligne     | 4-cylindres en ligne     |
| Cylindrée (cm3)            | 1998                     | 1998                     |
| Puissance maximale ch (kW) | 204 (150)                | 404 (297)                |
| au régime de (tr/min)      | 3750 à 4000              | 5500                     |
| Couple maximal (N m)       | 430                      | 640                      |
| au régime de (tr/min)      | 1750 à 2500              | 1500 à 4400              |
| Boîte de vitesses          | Automatique à 8 rapports | Automatique à 8 rapports |
| Transmission               | Intégrale                | Intégrale                |
| Vitesse maximale (km/h)    | 210                      | 209                      |
| 0-100 km/h (s)             | 8,3                      | 5,4                      |
| Consommation (L/100 km)    | 6,4                      | 1,6                      |
| Émissions de CO2 (g/km)    | 169                      | 38                       |
| Masse à vide (kg)          | 2003                     | 2280                     |
| Capacité du réservoir (L)  | 69                       | 69                       |
| Norme environnementale     |                          |                          |

## Finitions
- Base Standard
- Base R-Dynamic
- S Standard
- S R-Dynamic
- SE Standard
- SE R-Dynamic
- HSE Standard
- HSE R-Dynamic

### Séries limitées
- Première Edition (Disponible uniquement la première année de la commercialisation).
- SVAutobiography Dynamic Edition (disponible à la vente pendant un an). Le 5 février 2019 est présentée une version spéciale du Velar (à ne pas confondre avec une éventuelle Velar SVR) qui reprend le V8 5 L à compresseur déjà vu chez son homologue classique. Sa puissance de 550 ch lui permet d'atteindre les 274 km/h en vitesse de pointe et d'effectuer le 0 à 100 km/h en 4,5 s[9].

## Liens
- Site officiel